# Carlo Dalla Zorza

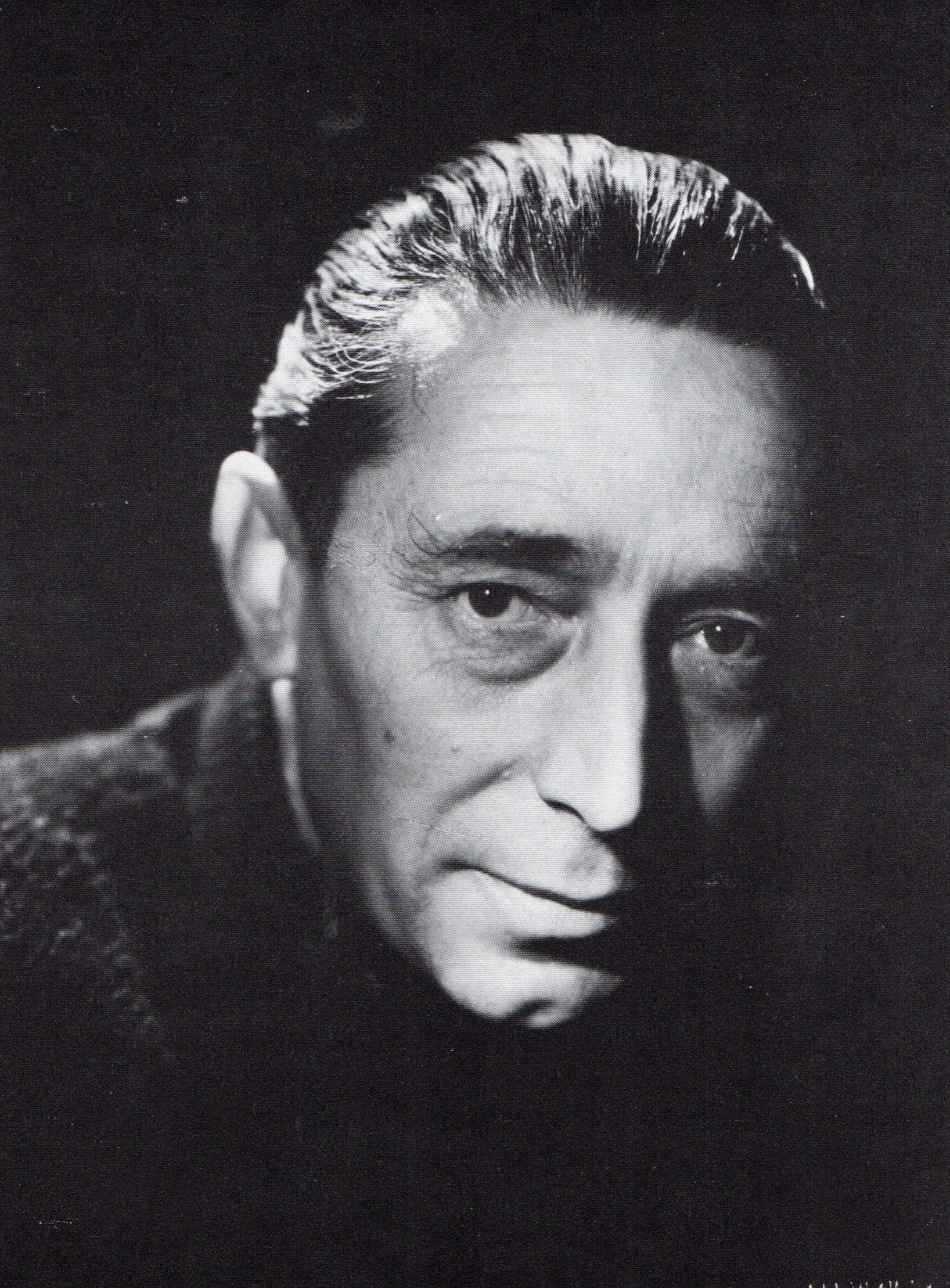
Carlo Dalla Zorza, foto

Carlo Dalla Zorza (Venezia, 7 dicembre 1903 – Venezia, 12 gennaio 1977) è stato un pittore, incisore e illustratore di libri e riviste italiano.

## Biografia
Carlo Dalla Zorza nacque a Venezia il 17 dicembre 1903. Dal 1919 al 1922 frequentò l'Istituto Tecnico e successivamente, fino al conseguimento del diploma, nel 1926, l'Istituto d'arte di Venezia, dove frequentò i corsi di decorazione pittorica e di decorazione del libro.
Nel 1922 espone per la prima volta un disegno alla mostra annuale "Bevilacqua La Masa". Nel 1924, a 21 anni ,espone un disegno alla XIV Biennale di Venezia. 
Esordì come disegnatore, litografo e illustratore in bianco e nero in numerose rassegne nazionali e nelle collettive di incisione a Los Angeles, Honolulu, Varsavia, Praga, Budapest, Sofia. A Buenos Aires nel 1923 vince il primo premio nel concorso per l'illustrazione della rivista "El Hogar".
Insegnò arti grafiche all'Istituto d'arte di Venezia dal 1928 e al liceo artistico industriale "P. Selvatico" di Padova dal 1929 al 1941.
Nel 1942 gli venne assegnata la cattedra d'arte grafica all'Istituto ai Carmini di Venezia, dove insegnò fino al 1972.
Espose alla Biennale di Venezia nel 1924, nel 1926 e nel 1928 come grafico; nel 1934, 1940 espose come pittore; nel 1954 gli fu dedicata una sala.

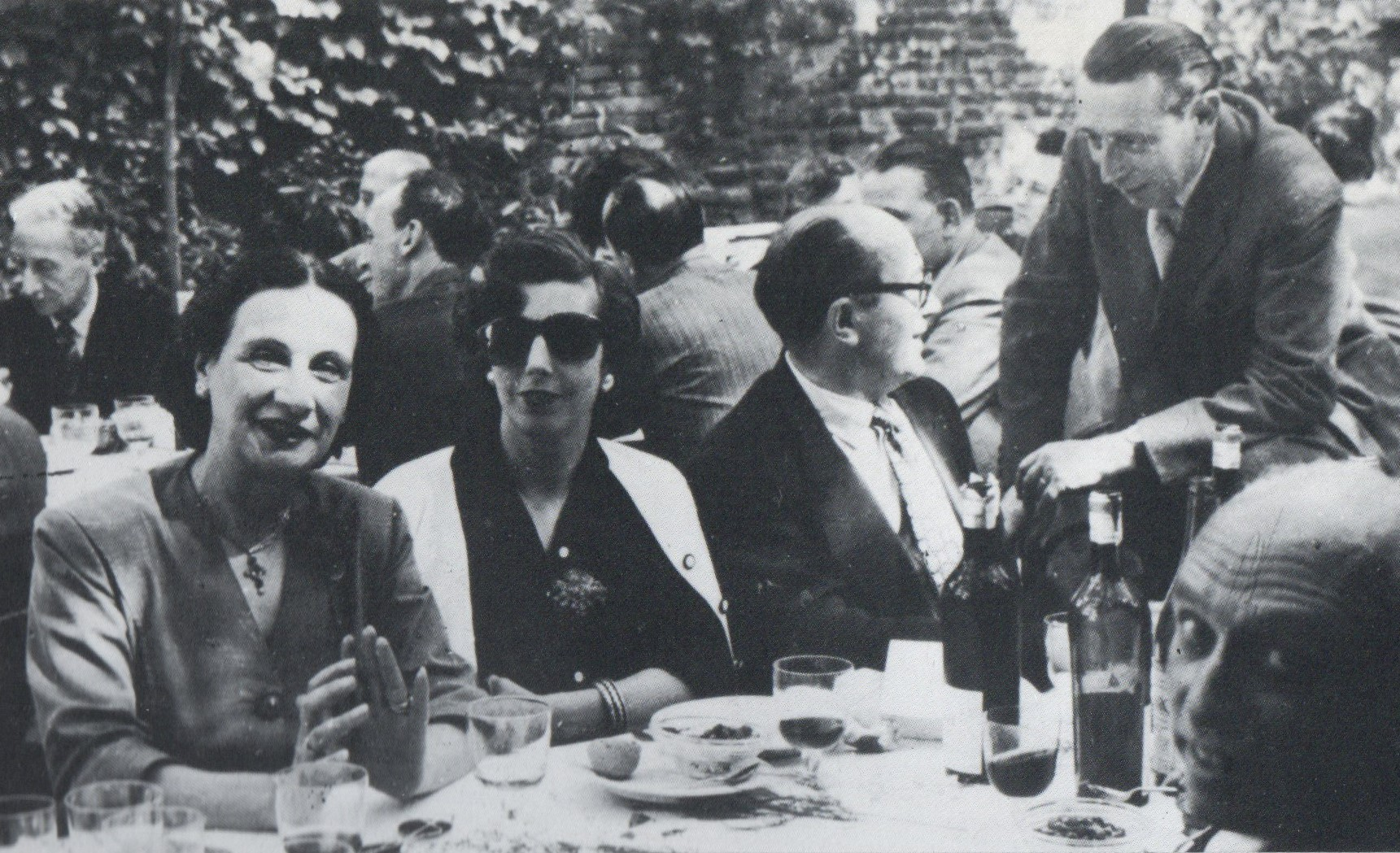
Premio Burano 1946, Guidi in piedi accanto al senatore Giovanni Ponti. A seguire la moglie del senatore e Teresa Sensi moglie del pittore

Nel 1943 ha inizio la sua partecipazione alle Quadriennali di Roma.  Partecipa al Premio Burano nel 1946 e vince il primo premio.  Vince il Premio Nazionale "Paesaggio del Garda".
Il Premio Burano del 1946 lo vide vincitore e fu riconosciuto come uno dei capiscuola della seconda generazione della Scuola di Burano, per una continuazione pittorica legata a Semeghini, Rossi e Moggioli. Ottiene il Premio Suzzara nel 1949 e nel 1953.
Nel 1946 sposa la scrittrice e giornalista Teresa Sensi di Perugia. Riceve il Premio Volpi alla Biennale di Venezia nel 1950 e il Premio Provincia di Venezia alla Biennale del 1952. 
Nel 1951 vince, con Vincenzo Colucci, con Antonio Donghi e con Luigi Pera, il Premio Michetti. Nel 1954 alla XXVII Biennale di Venezia espone ventuno paesaggi in una sala personale. 
Alterna lunghi soggiorni ad Asolo e Teolo sui Colli Euganei dai quali prendono ispirazione molte sue opere. A Teolo in particolare segna l'inizio di un altro periodo artistico. Nei suoi appunti scrive: "A Teolo ero stato a dipingere fin dal tempi del mio insegnamento a Padova... Ci ritornai molto volentieri: ritrovavo i colori e soprattutto l'atmosfera idilliaca che era prerogativa di Burano nei primi tempi."
Nel 1969 con la chiusura dell'albergo Al Sol si conclude il periodo pittorico di Asolo iniziato nel 1953. Scrive nei suoi appunti: "Temo che il periodo di Asolo sia finito con mio vero dolore... Vi ho lavorato tanto e con gioia, mi resta Teolo e ci torno anche se non con l'assiduità e l'entusiasmo di una volta."

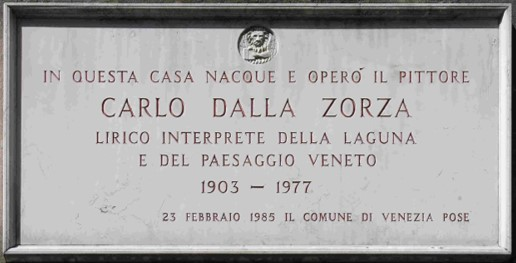
Lapide commemorativa in Calle Larga Foscari, 3858

Nel 1970 partecipa alla Galleria Gianferrari di Milano presentando sessanta disegni eseguiti dal 1958 al 1968. Grazie anche alla moglie Teresa Sensi è stato legato alla città di Milano, precisamente alla Galleria d'Arte Ponte Rosso che nel 1976 organizza la Mostra "Bagutta-Burano 1926-1976" dove partecipa con dieci opere. La "Galleria d'Arte Ponte Rosso" istituisce il premio CDZ istituito a suo nome.
Carlo Dalla Zorza muore a Venezia assistito dalla moglie il 12 gennaio 1977.

## Riconoscimenti
Nel 1981 la "Fondazione Cini" a San Giorgio organizza una mostra con tutte le opere che le sono state donate dalla moglie Teresa Sensi. Viene pubblicato un catalogo con scritti di Luigi Carluccio, Rodofo Pallucchini, Guido Perocco, Paolo Rizzi, Luigi Lambertini, Giuseppe Mesirca. L'inaugurazione della mostra avvenne il 19 maggio con un discorso pronunciato dal prof. Rodolfo Pallucchini. "Il Gazzettino" di Venezia il 28 aprile presenta la mostra con interventi di Bruno Saetti, Virgilio Guidi, Armando Pizzinato.
Nel 1982 a Milano alla "Galleria Ponte Rosso" vengono esposti numerosi dipinti e i disegni pubblicati nel volume "Itinerari della memoria" di Teresa Sensi.
Nel 1984 la Galleria "Ponte Rosso" organizza a Milano la mostra "Incontri con il paesaggio" in cui vengono esposti 40 dipinti e 20 disegni eseguiti da Carlo Dalla Zorza tra il 1944 e il 1972. In tale occasione viene pubblicata la cartella monografica n. 48 dedicata a Carlo Dalla Zorza.
Il 23 febbraio 1985 il comune di Venezia ha posto una lapide in ponte Foscari a sua memoria, con la dicitura: IN QUESTA CASA NACQUE E OPERÓ IL PITTORE CARLO DALLA ZORZA LIRICO INTERPRETE DELLA LAGUNA E DEL PAESAGGIO VENETO 1903-1977.

### Opere nei musei
- Museo Dino Formaggio.[4]
- Galleria Ricci Oddi.[2]
- Fondazione Cini.[5]
- Museo Galleria del Premio Suzzara.[6]

### Altre opere
- Chiesa di San Giacomo di Rialto: Via Crucis.[7]

## Fondo librario
La collezione libraria pervenuta all'Università Ca’ Foscari fa parte di un più ampio lascito che comprende anche la casa-studio veneziana del pittore sita in Calle Foscari. Oggi il fondo è consultabile presso la Biblioteca di Area Umanistica (BAUM) su richiesta.

## Galleria d'immagini

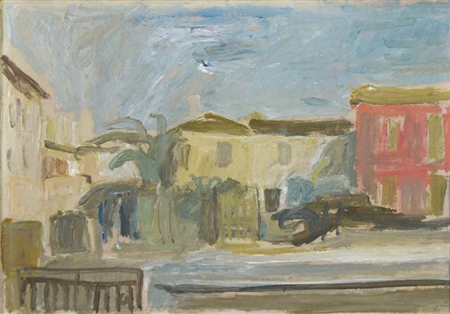
Paesaggio, 1946
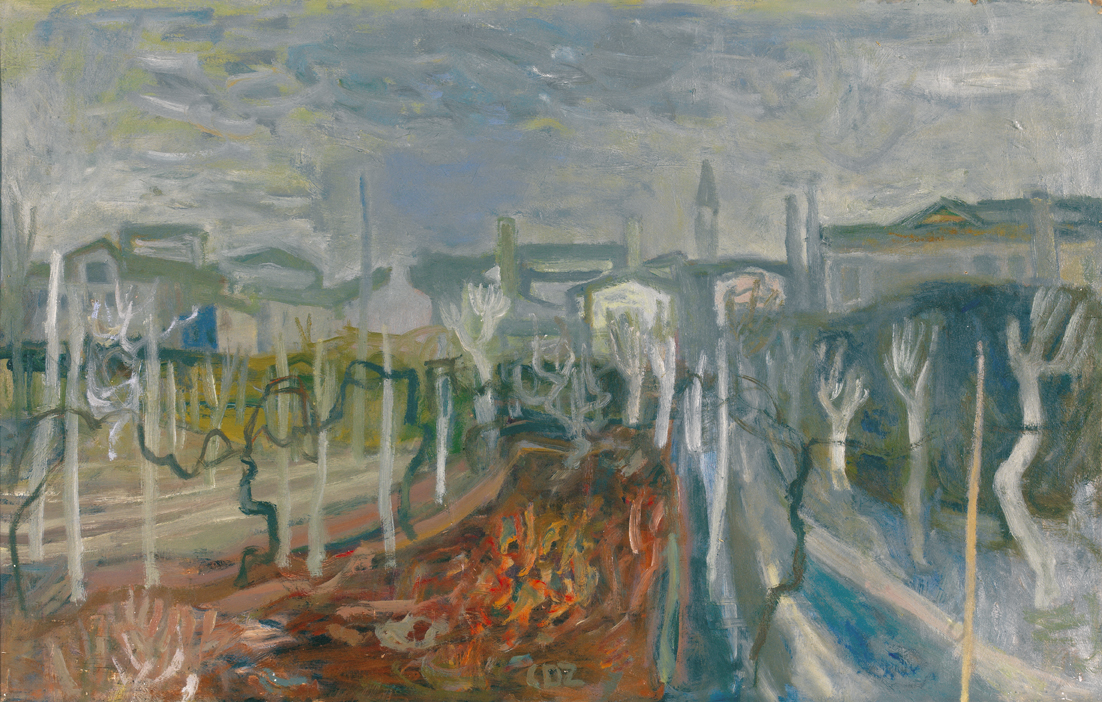
Burano invernale, 1951
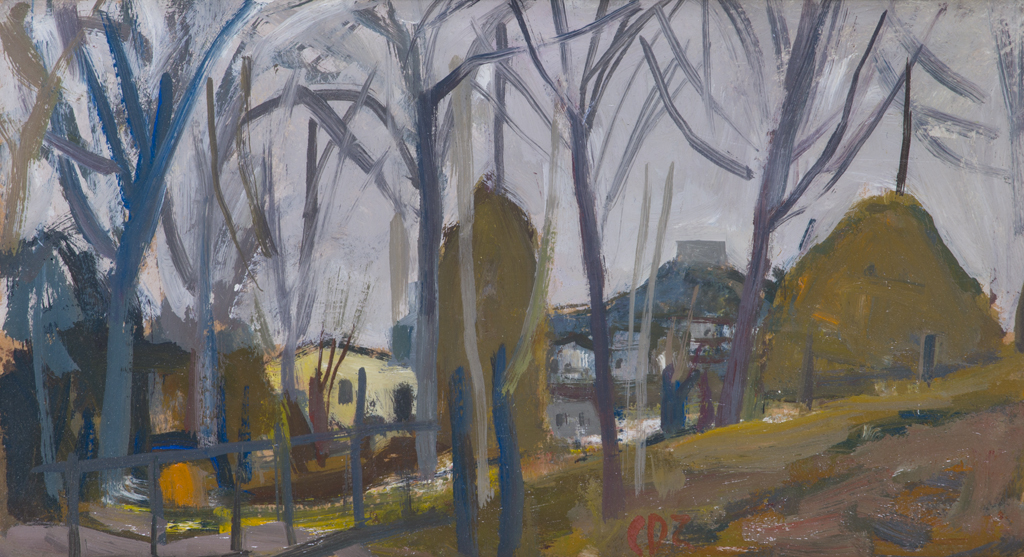
Asolo, 1956
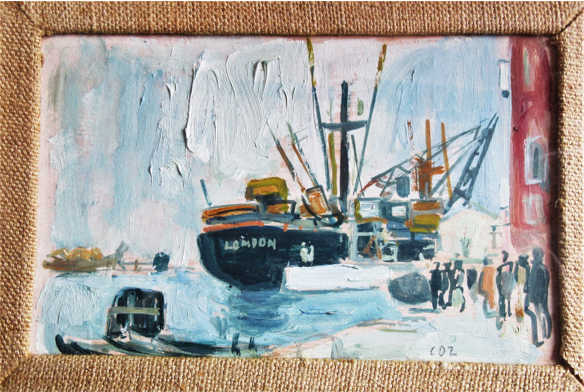
Zattere, proprietà privata
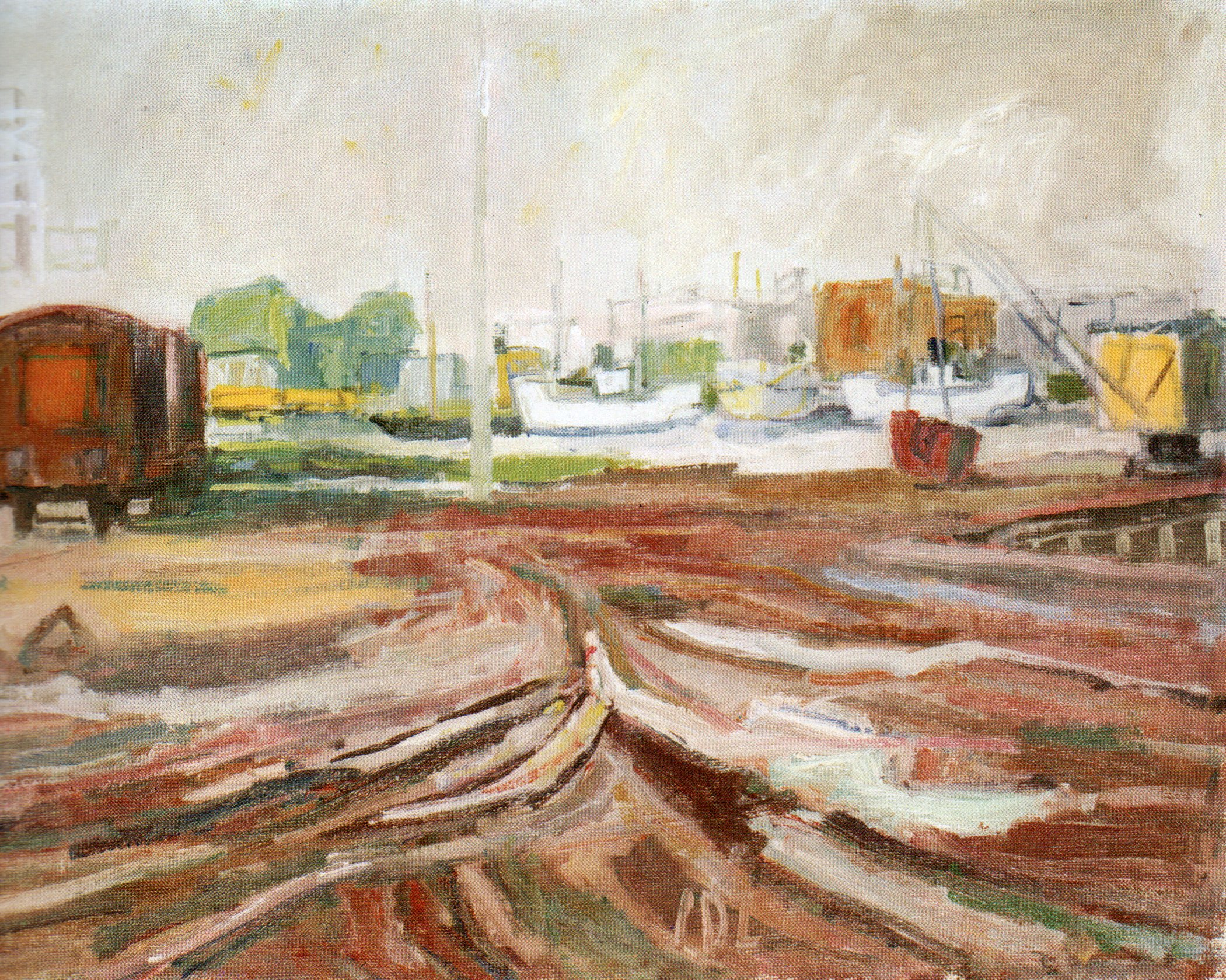
Marghera, 1962
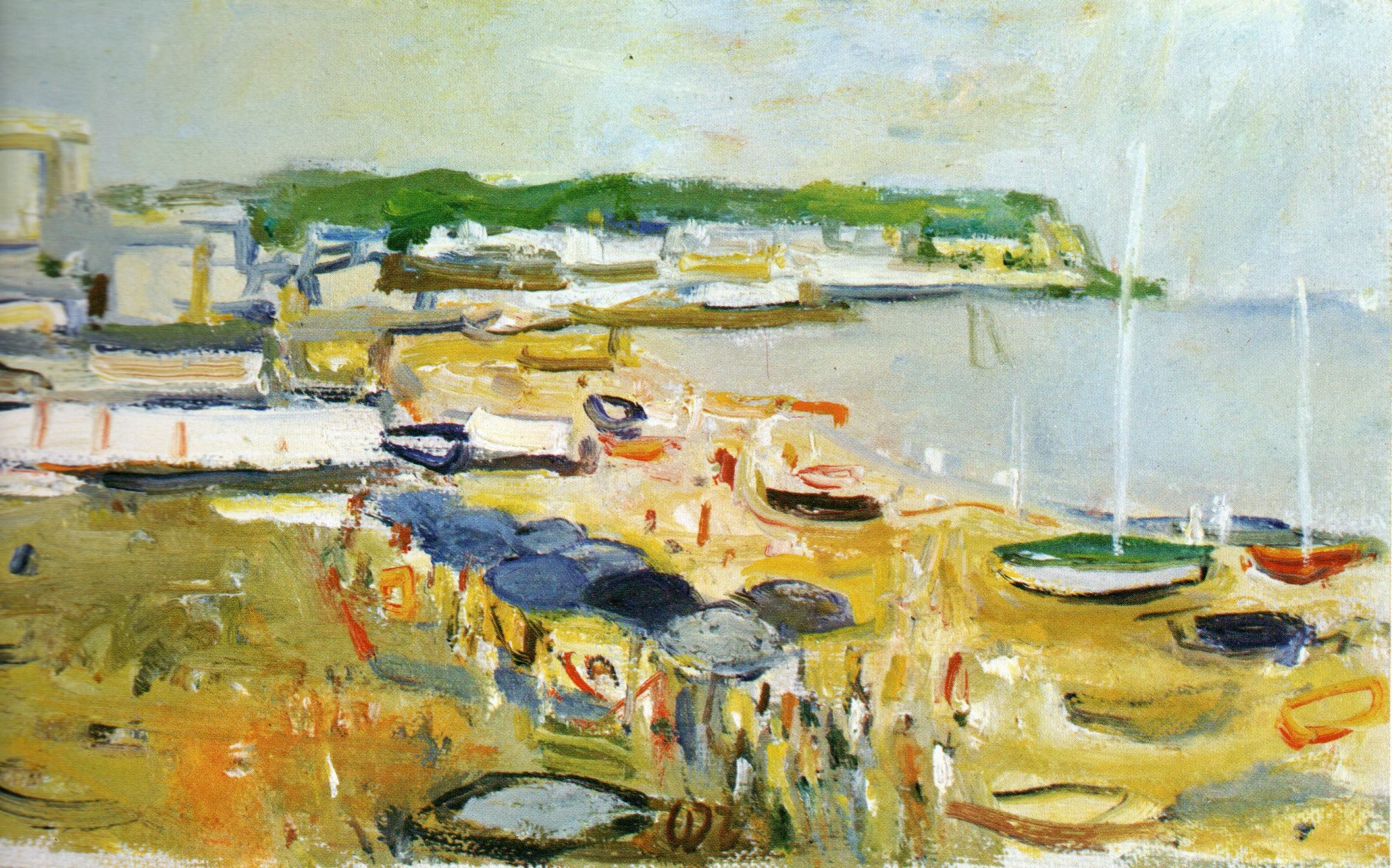
Albisola, 1963
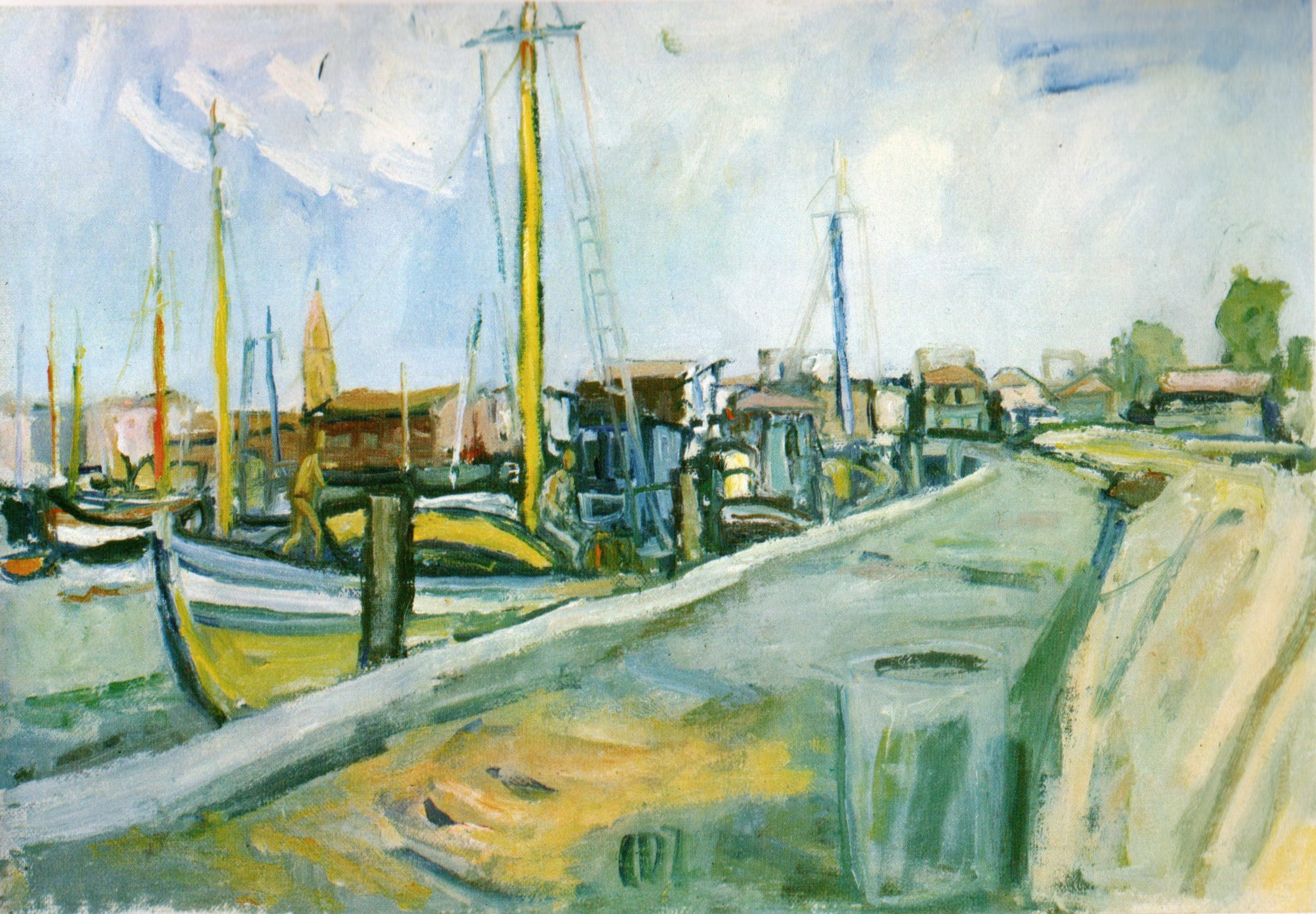
Caorle, 1964